# Aşağı Bucaq
Aşağı Bucaq è un comune dell'Azerbaigian situato nel distretto di Yevlax. Conta una popolazione di 2 391 abitanti.